# إدي رادا
إدي رادا (بالألمانية: Edi Rada)، من مواليد 13 سبتمبر 1922، وتوفي بتاريخ 13 يوليو 1997، هو رياضي متزلج نمساوي، حقق إدي الميدالية البرونزية في دورة الألعاب الأولمبية الشتوية سنة 1948.